# The Love Swindle
The Love Swindle è un film muto del 1918 diretto da John Francis Dillon.

## Trama
Diana Rosson, una giovane donna ricca e bella, torna nel suo paese d'origine per sfuggire ai molti corteggiatori, primo fra tutti Trotwel, che il suo tutore vorrebbe farle sposare. Scesa dall'auto nel bel mezzo di un temporale, si rifugia in casa solo per essere aggredita dai ladri. Vicino alla casa sta passando in quel momento Dick Webster che, sentendo le grida di Diana, corre in suo aiuto. I due giovani diventano amici e DIana si innamora di lui. Ma Dick odia i ricchi e coloro che non si guadagnano da vivere e lei, non volendo perderlo, si inventa una sorella gemella la quale ha scelto di vivere indipendente, lavorando. Quando conosce la "gemella", Dick si innamora della ragazza e la chiede in moglie. Dopo il matrimonio, però, lei viene falsamente accusata da Horace Sciven di aver rubato un violino. Alla stazione di polizia, Dick scopre così la vera identità della moglie. Rendendosi conto che Diana ha agito così per amore, le perdona l'inganno.

## Produzione
Il film fu prodotto dall'Universal Film Manufacturing Company (come Bluebird Photoplays) con il titolo di lavorazione The Doings of Diana.

## Distribuzione
Distribuito dall'Universal Film Manufacturing Company, il film uscì nelle sale cinematografiche USA il 5 agosto 1918.